# 中国国家话剧院

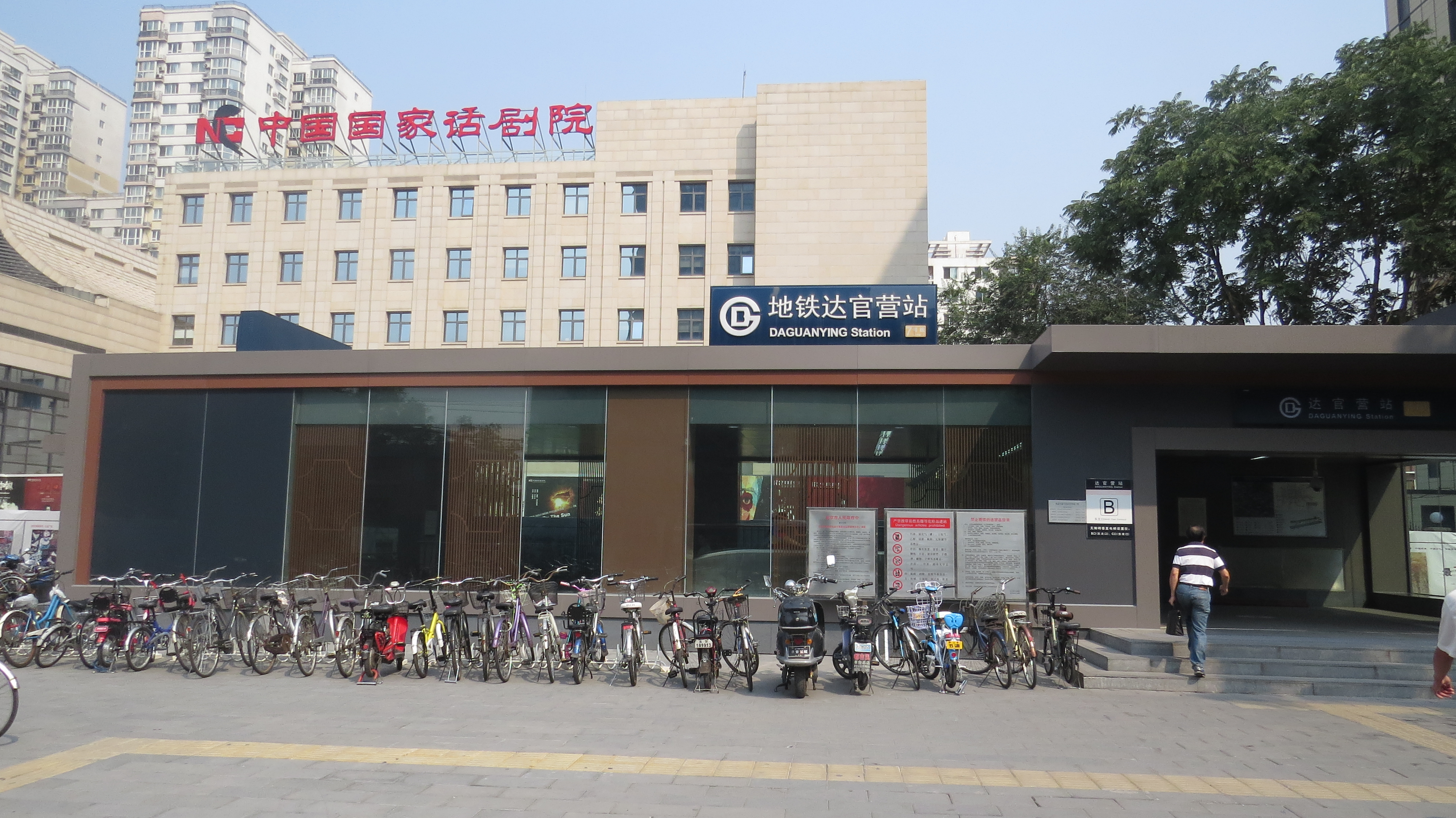
中国国家话剧院与达官营地铁站

中国国家话剧院（英文：National Theatre of China，简写：NTC），中国国家级表演艺术团体。其前身可追溯到創建於1941年的延安青年藝術劇院。2001年12月25日由原中央实验话剧院和中国青年艺术剧院重新组建而成。

## 成员
现任院长田沁鑫，前任院长周予援、周志强、赵有亮等，党委书记／副院长严凤琦，副院长王晓鹰、查明哲，副院长罗大军，艺术总监杨宗镜。
旗下有王晓鹰、查明哲、吴晓江、孟京辉、田沁鑫等多名著名导演。

## 设施
原址位于北京地安门帽儿胡同45号。2011年迁入新址，位于广安门外大街277号。
旗下有东方先锋剧场、实验小剧场（已停用），迁入新址后启用新址之大剧场，国家话剧院剧场及小剧场。

## 演出
2021年5月，新疆艺术剧院话剧团创制的话剧《金色的胡杨》在国家话剧院大剧场上演，并入选2021年“全国舞台艺术优秀剧目网络展播”剧目。

## 争议
2022年7月6日，中国国家话剧院通过网络公开2022年应届毕业生招聘拟聘人员名单，中央戏剧学院毕业生易烊千玺、胡先煦、羅一舟等艺人在列，引发对明星特权的争议。